# Marie-Guite Dufay
Marie-Marguerite Dufay, plus connue sous le nom de Marie-Guite Dufay, née Paulhac le 21 mai 1949 à Paris, est une femme politique française.
Membre du Parti socialiste (PS), elle est conseillère municipale de Besançon de 1989 à 2001, quatrième adjointe au maire de Besançon de 2001 à 2008 et première vice-présidente du conseil régional de Franche-Comté de 2004 à 2008.
Elle est présidente du conseil régional de Franche-Comté de 2008, après la mort de Raymond Forni, à 2015, puis du conseil régional de Bourgogne-Franche-Comté depuis 2016.

## Biographie

### Formation
Marie-Marguerite Dufay est née le 21 mai 1949 à Paris, dans une famille originaire de Pailherols, village du Cantal,. Ses parents sont médecins. Elle passe sa jeunesse à Montluçon dans l'Allier. Elle poursuivra ensuite ses études à l'Institut d'études politiques de Paris, dont elle est diplômée en 1969 dans la section Relations internationales. 
En 1971, elle s'installe en Franche-Comté.

### Carrière professionnelle
À son arrivée à Besançon en 1971, elle intègre les services de la préfecture où elle travaille sur les affaires économiques de la région. Elle rejoint ensuite le centre culturel Pierre Bayle où elle est chargée de mission, en particulier sur la mise en place d'événements pour mieux faire connaître le monde de l'économie.
À la naissance de son deuxième enfant elle fait une pause dans sa vie professionnelle, pour s'investir davantage dans la vie associative bisontine, notamment au sein du Centre d'information des femmes, où elle sera finalement embauchée en 1981. Elle y met en place les quatre centres départementaux des Droits des Femmes de Franche-Comté et en anime le fonctionnement pendant six années. Elle se consacre plus particulièrement aux questions de formation et d'insertion professionnelle des femmes[réf. nécessaire]. Elle intègre ensuite l'Agence nationale pour l'emploi où elle dirige un pôle régional, chargé du reclassement des salariés licenciés pour motif économique.

### Parcours politique
Marie-Guite Dufay est élue pour la première fois conseillère municipale de Besançon en 1989 ; quatre ans plus tard, elle adhère au Parti socialiste. En 1995, elle assume la délégation à la politique de la ville. En 2001, elle est nommée quatrième adjointe par Jean-Louis Fousseret et prend la responsabilité des politiques sociales mises en place par la municipalité. Elle a pu contribuer ainsi aux grands dossiers de renouvellement urbain, à une meilleure reconnaissance du rôle des associations dans la vie des quartiers,[source insuffisante].
Elle devient vice-présidente du Centre communal d'action sociale, dans lequel elle met en place le service « proxim'social » qui répond aux demandes des personnes fragilisées par la vie et le service « prévenance » destiné à lutter contre l'isolement des personnes âgées,[source insuffisante].

#### Élections législatives de 2007
En décembre 2006, l'ancienne ministre Paulette Guinchard-Kunstler décide de ne pas être candidate pour les élections législatives de 2007. Marie-Guite Dufay annonce sa candidature et est investie par le Parti socialiste, mais est battue par Jacques Grosperrin de l'UMP (47,32 % contre 52,68 %).

#### Conseil régional de Franche-Comté
En 2004, Marie-Guite Dufay est élue au conseil régional de Franche-Comté sur la liste menée par Raymond Forni. Celui-ci lui confie les secteurs du développement économique, de l'économie sociale et solidaire et de l'emploi. Parmi ses fonctions à la région, elle préside le conseil de surveillance de l'Agence de développement économique (ARD) qui a pour rôle d'accompagner le développement des différents secteurs de l'économie franc-comtoise et de contribuer à l'émergence de nouveaux emplois. Elle s'investit dans la création des emplois tremplins et soutient les emplois à domicile et d'auxiliaire de vie qui reçoivent un appui de la collectivité régionale[réf. nécessaire].
Après le décès de Raymond Forni en janvier 2008, Marie-Guite Dufay assure l'intérim à la tête de l'exécutif régional du 5 au 24 janvier 2008. Le 24 janvier 2008, avec 26 voix elle est élue présidente du conseil régional, contre 12 voix à Jean-François Humbert et 4 voix à Sophie Montel. Son mandat expire à l'issue des élections régionales des 14 et 21 mars 2010, où elle sera réélue pour 5 ans supplémentaires.
Marie-Guite Dufay annonce officiellement le 5 septembre 2009 qu'elle est candidate à l'investiture socialiste pour la tête de liste régionale. Le 1er octobre, elle est investie par les militants socialistes avec 93,18 % des suffrages contre 6,82 % à Jean-Philippe Huelin. Dans un climat national favorable à la gauche[réf. nécessaire], ses principaux concurrents sont Alain Joyandet de l’UMP, Alain Fousseret d’Europe Écologie et Sophie Montel du Front national.
La liste qu’elle mène remporte l’élection avec 47,41 % des voix contre 38,36 % à Alain Joyandet et 14,23 % à Sophie Montel.
En juin 2015, elle est choisie pour être tête de liste à l'élection régionale pour la nouvelle région Bourgogne-Franche-Comté.

#### Conseil régional de Bourgogne-Franche-Comté
Marie-Guite Dufay remporte les élections régionales françaises de 2015 de la nouvelle grande région Bourgogne-Franche-Comté le 13 décembre 2015. Arrivée troisième lors du premier tour (22,99 %) face à François Sauvadet (24,00 %) des Républicains et face à la candidate frontiste Sophie Montel (31,48 %); elle parvient à s'imposer au second tour avec 34,68 % des suffrages régionaux contre 32,89 pour François Sauvadet et 32,44 % pour Sophie Montel. Marie-Guite Dufay est élue le 4 janvier 2016 à la fonction de présidente du conseil régional de Bourgogne-Franche-Comté.
Au premier tour des élections régionales de 2021 en Bourgogne-Franche-Comté, à la tête d'une liste d’union avec le PS, le PRG et le PCF, elle arrive en tête avec 26,5 % des suffrages exprimés. Au second tour, sa liste, qui a fusionné avec celle des écologistes (EEVL, GE, CE), l’emporte dans le cadre d'une quadrangulaire avec 42,2 % des voix exprimées. Disposant d’une majorité renforcée de six sièges, elle est réélue présidente du conseil régional avec 57 voix sur 100.

#### Autres fonctions
Marie-Guite Dufay est vice-présidente et trésorière de l’Association des régions de France, et y préside la commission « Économie sociale et solidaire ». Elle est également membre du Conseil d’administration de la Banque publique d'investissement, et membre du Conseil de la Simplification pour les entreprises créé en 2014.
Elle soutient Emmanuel Macron, candidat En marche à l'élection présidentielle de 2017. Par la suite, elle reste considérée par la gauche plus radicale comme pro-Macron.
Lors des élections européennes de mai 2019, elle appelle à voter pour la liste de Raphaël Glucksmann, soutenue par le PS. En vue des élections municipales de 2020 à Besançon, elle soutient la liste d'union de la gauche Besançon par nature, conduite par l’écologiste Anne Vignot.
En juillet 2020, elle est approchée pour entrer au gouvernement Jean Castex. Elle décline un poste de ministre, préférant se consacrer au plan de relance économique de la région Bourgogne-Franche-Comté.
Lors de la campagne présidentielle de 2022, Marie-Guite Dufay dit regretter l'absence d'union à gauche et apporte son soutien à la candidature de Christiane Taubira à une primaire populaire de gauche.

### Vie privée
Marie-Guite Dufay est mariée et mère de trois enfants.

## Décorations

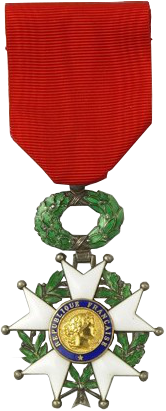
Croix de chevalier de l'ordre de la Légion d'honneur.

- Chevalière de la Légion d'honneur par décret du 31 décembre 2012[21],[22].
- Officière de la Légion d'honneur par décret du 14 novembre 2016 pour ses 45 ans de services[23].
- Commandeure de l'ordre national du Mérite le 20 juin 2022[24].